# Caies
Caies (Kayes) é uma cidade do ocidente do Mali no rio Senegal que foi capital do “Sudão Francês” entre 1890 e 1904, quando a rica colónia francesa passou a chamar-se “Alto Senegal e Níger”. Diz-se ser a localidade mais quente e continuamente habitada de África; atualmente possui um aeroporto internacional e fica no caminho-de-ferro Dacar – Bamaco, numa área rica em ouro e minério de ferro.